# Sistema europeo dei conti nazionali e regionali
Il sistema europeo dei conti nazionali e regionali (Sec95), indica, nella macroeconomia, uno schema contabile utilizzato nella contabilità nazionale.
La contabilità macroeconomica (o contabilità nazionale) si presenta sotto forma di un insieme coerente di conti che, proponendosi di descrivere quantitativamente, in termini monetari, l'attività economica, costituisce un supporto utile per lo studio delle caratteristiche strutturali e dinamiche di un sistema economico, rispondendo alle esigenze dell'analisi e della previsione oltre che a quelle della politica economica.
L'insieme dei conti è retto da una serie di relazioni del tipo "identità". La denominazione di conto trae origine dal fatto che i membri di ciascuna relazione possono essere considerati come le sezioni di un conto che rileva entrate e uscite, ricavi e costi, secondo schemi che si richiamano ai metodi contabili delle imprese e, in particolare, al metodo della partita doppia.
Lo scopo essenziale di un sistema di contabilità macroeconomica è quello di classificare la complessa attività economica, di sintetizzarla in un ristretto numero di categorie fondamentali e di esporla in un quadro organico d'insieme rappresentativo dei circuiti economici.

## L'articolazione
Il Sec95 individua, nell'ordine:
- gli agenti economici, detti unità istituzionali, ed i loro raggruppamenti (settori istituzionali e branche di attività economica);
- le operazioni effettuate da settori e branche, che generano flussi economici (aspetto reddituale) e, con ciò, inducono variazioni negli stock (aspetto patrimoniale);
- un sistema di conti per la registrazione dei flussi e delle variazioni degli stock, che comprende:
  - conti delle operazioni correnti;
  - conti dell'accumulazione;
  - conti patrimoniali;
- un quadro delle interdipendenze degli operatori mediante tre tipi di tavole input-output.

Le singole unità ricomprese nei diversi settori compiono operazioni che conducono alla formazione, distribuzione e redistribuzione del reddito, nonché alla sua utilizzazione sotto forma di consumi finali. I relativi conti delle operazioni correnti chiudono con un saldo, il risparmio, che costituisce la fonte primaria dell'accumulazione. I successivi conti dell'accumulazione rilevano le variazioni intervenute nelle attività e passività del Paese e dei singoli settori e consentono di misurare la modifica del patrimonio netto, poi descritta analiticamente nei conti patrimoniali.
Le tavole input-output rilevano le relazioni che intercorrono tra le diverse branche di attività economica (o loro aggregati quali Agricoltura, Energia, Trasformazioni industriali, Costruzioni e Servizi), fornendo una descrizione dettagliata dei processi di produzione e di utilizzo delle risorse, nonché dei flussi di reddito da essi generati.

## Operatori e unità produttive
I raggruppamenti delle unità istituzionali perseguono finalità diverse:
- gli operatori (unità che dispongono - o potrebbero disporre - di una contabilità completa e che godono di autonomia di decisione nell'esercizio della loro funzione principale) vengono raggruppati in cinque settori istituzionali sulla base delle funzioni svolte, al fine di descrivere i flussi di reddito, di spesa e finanziari e le variazioni del patrimonio:
  - le società e quasi società[2] non finanziarie, che producono beni e servizi destinabili alla vendita con la finalità di conseguire utili e di accumulare;
  - le società finanziarie (comprese le società di assicurazione), che svolgono attività di intermediazione finanziaria e di assicurazione con i medesimi scopi;
  - le amministrazioni pubbliche, che producono prevalentemente servizi non destinabili alla vendita (ad esempio, i servizi di ordine pubblico), redistribuiscono il reddito e la ricchezza (mediante politiche fiscali) e contribuiscono ai consumi finali collettivi ed al processo di accumulazione;
  - le istituzioni sociali private al servizio delle famiglie (partiti, sindacati, organizzazioni religiose, associazioni culturali ricreative e sportive, enti di beneficenza ed assistenza), che producono servizi non destinabili alla vendita per consumi finali individuali;[3];
  - le famiglie, che consumano i beni e servizi prodotti dagli altri settori, ma possono anche produrre (imprese individuali) e accumulare;
- le unità produttive omogenee (che svolgono una sola attività economica) vengono raggruppate in branche di attività economica, sulla base della nomenclatura delle attività economiche nella Comunità europea (NACE, ATECO nella traduzione italiana), al fine di descrivere analiticamente il processo di produzione e di consentire l'analisi input-output.[4]

Gli operatori vengono inoltre distinti in:
- residenti: se hanno sul territorio economico il centro dei loro interessi, oppure esercitano un'attività o compiono operazioni economiche e finanziarie sul territorio nazionale per un periodo di tempo di almeno un anno (ad esempio, una filiale di un'impresa estera è considerata residente); i settori sopra citati comprendono solo operatori residenti;
- non residenti: se non rientrano nella definizione di residenti; vengono inclusi in un apposito settore detto resto del mondo.

Il territorio economico coincide con il territorio politico-amministrativo a meno delle seguenti eccezioni:
- vengono compresi:
  - le sedi all'estero di ambasciate, consolati e basi militari;
  - le navi, gli aerei e le piattaforme galleggianti appartenenti a residenti;
  - i giacimenti situati in acque internazionali e sfruttati da residenti;
- vengono escluse le zone franche extra-territoriali concesse come sedi di ambasciate, consolati e corpi militari di altri paesi;
- viene convenzionalmente compreso il personale di organismi internazionali, quali la FAO, che gode dell'extraterritorialità.

## Flussi e stock
Per flusso si intende un insieme di eventi che hanno luogo in un dato periodo di tempo (ad esempio, l'insieme delle vendite di un'impresa nel corso di un anno), per stock una grandezza misurata in dato istante (ad esempio, il patrimonio netto di un'impresa al 31 dicembre 2007).
I flussi sono originati da operazioni (o transazioni), che vengono raggruppate in tre categorie principali:
- operazioni su beni e servizi: descrivono l'origine della produzione (interna o estera) e la destinazione dei prodotti (consumi intermedi o finali, investimenti, esportazioni);
- operazioni di distribuzione e di redistribuzione del reddito e della ricchezza: descrivono le modalità di distribuzione del Valore aggiunto fra i fattori della produzione (loro remunerazione) e di redistribuzione del reddito e della ricchezza tra i settori istituzionali (politica fiscale);
- operazioni finanziarie: descrivono le attività di acquisizione o cessione di attività finanziarie da parte degli operatori.

Vi è inoltre una quarta categoria:
- altre operazioni, nella quale rientrano operazioni non ricomprese nelle precedenti, quali gli ammortamenti o lo scambio di attività non finanziarie non prodotte (terreni, brevetti, licenze).

Le operazioni possono avere o non avere una contropartita. Nel primo caso (ad esempio, la vendita di un bene), ad un flusso di denaro o in natura corrisponde un flusso di beni e/o servizi di pari valore; nel secondo caso (ad esempio, l'erogazione delle pensioni) non vi è una diretta contropartita e si parla di operazioni unilaterali o trasferimenti.
Gli stock sono classificati come segue:
- attività non finanziarie:
  - prodotte:
    - materiali: abitazioni e altre costruzioni, macchine, attrezzature, mezzi di trasporto, coltivazioni, bestiame da riproduzione;
    - immateriali: prospezioni minerarie, software e basi di dati, originali di opere artistiche e letterarie;
    - scorte: materie prime, semilavorati, prodotti finiti, beni per la rivendita;
    - oggetti di valore: pietre e metalli preziosi, oggetti d'arte e d'antiquariato;

  - non prodotte:
    - materiali: terreni, giacimenti materiali, risorse biologiche non coltivate, risorse idriche;
    - immateriali: brevetti, avviamento di attività commerciali, contratti di leasing, ecc.;
- attività finanziarie: monete d'oro, cartamoneta e depositi bancari, azioni, obbligazioni, prestiti, riserve tecniche di assicurazione.

## Il sistema dei conti
Il sistema dei conti prevede:
- un Conto di equilibrio dei beni e servizi, cui è associato un Conto economico delle risorse e degli impieghi finali;
- i conti delle operazioni correnti, che partono dalla produzione a prezzi base e giungono alla determinazione del risparmio:
  - il Conto della produzione, che rileva il Prodotto interno lordo o netto (al netto degli ammortamenti);
  - i conti della distribuzione primaria del reddito:
    - il Conto della generazione dei redditi primari, che rileva il risultato lordo di gestione (al netto dei redditi da lavoro dipendente, comprende i redditi da capitale, da impresa e da lavoro autonomo);
    - il Conto della attribuzione dei redditi primari, che tiene conto dei redditi da lavoro e da capitale spettanti a cittadini operanti o titolari di diritti di proprietà all'estero, nonché di quelli percepiti nel territorio nazionale ma spettanti a non residenti, per rilevare il Reddito (o Prodotto) Nazionale (non più interno) lordo, o al netto degli ammortamenti;

  - il Conto della distribuzione secondaria del reddito, che tiene conto delle imposte, dei contributi e di altri trasferimenti con il "resto del mondo" per determinare il Reddito Nazionale Disponibile;
  - il Conto della utilizzazione del reddito, che sottrae dal Reddito Nazionale Disponibile le spese per i consumi finali, ottenendo così il Risparmio;
- i conti dell'accumulazione:
  - il Conto della formazione del capitale, che confronta risparmi e investimenti per rilevare una situazione di accreditamento (eccedenza di liquidità disponibile per finanziamenti all'estero) o di indebitamento (presenza di debiti contratti all'estero);
  - il Conto finanziario illustra i modi secondo i quali i settori istituzioni e l'intero Paese s'indebitano o concedono prestiti;
  - il Conto della altre variazioni delle attività e passività tiene conto di altre variazioni di volume (quali la distruzione di beni per catastrofi naturali) e delle rivalutazioni conseguenti da variazioni di prezzo (si pensi al variare del prezzo degli immobili);
- i conti patrimoniali:
  - il bilancio d'apertura rileva le attività finanziarie e non finanziarie, le passività finanziarie ed il saldo costituito dal patrimonio netto (ricchezza nazionale) di inizio periodo;
  - la variazione netta registra le variazioni subite dalle poste del bilancio d'apertura;
  - il bilancio di chiusura tiene conto dei due precedenti per calcolare il patrimonio netto di fine periodo;
- i conti del Resto del mondo registrano le operazioni tra unità residenti e non residenti ed i loro effetti economici e patrimoniali.

### Conto di equilibrio dei beni e servizi
Questo conto, approntato sia a prezzi correnti che a prezzi concatenati, raffronta le risorse e gli impieghi di beni e servizi con lo scopo di rilevare la composizione delle risorse e la loro destinazione agli usi possibili:
| Risorse                            |  | Impieghi                           |
| Produzione a prezzi base           |  | Consumi intermedi                  |
| Imposte nette sui prodotti         |  | Consumi finali                     |
| Importazioni di beni e servizi FOB |  | Investimenti fissi lordi           |
|                                    |  | Variazione delle scorte            |
|                                    |  | Oggetti di valore                  |
|                                    |  | Esportazioni di beni e servizi FOB |

Alla produzione a prezzi base si aggiungono le imposte sui prodotti (IVA, imposte di fabbricazione sugli olii minerali o sull'energia elettrica, imposte indirette sulle importazioni, ecc.) al netto dei contributi (quali quelli agli olivicultori o alle aziende comunali di trasporto), in quanto sono componenti del prezzo che gli acquirenti devono pagare.
Il conto esprime una semplice identità contabile; in particolare, eventuali prodotti destinati alla vendita ma non effettivamente venduti confluiscono in un aumento delle scorte e si ha sempre uguaglianza tra risorse e impieghi. Il conto, pertanto, non presenta un saldo che assicuri il pareggio.
Dal momento che il Prodotto interno lordo (a prezzi di mercato, ovvero a prezzi base più le imposte nette sui prodotti) non è altro che la produzione totale al netto dei consumi intermedi, si perviene facilmente al Conto economico delle risorse e degli impieghi finali:
| Risorse                                    |  | Impieghi                           |
| Prodotto interno lordo a prezzi di mercato |  | Consumi finali                     |
| Importazioni di beni e servizi FOB         |  | Investimenti fissi lordi           |
|                                            |  | Variazione delle scorte            |
|                                            |  | Oggetti di valore                  |
|                                            |  | Esportazioni di beni e servizi FOB |

Entrambi i conti sono compilati sia per l'intera economia che per singole branche di attività economica. Non possono essere compilati anche per i settori istituzionali, in quanto le risorse offerte da un settore sono spesso utilizzate 
da altri settori (ad esempio, la produzione di beni di consumo da parte delle Società non finanziarie è utilizzata dalla Famiglie).

### Conto della produzione
Il conto della produzione viene redatto a valori correnti ed a valori concatenati per l'intera economia, per singoli settori e per singole branche di attività economica.
Quando viene redatto per settori o per branche, si sottraggono i consumi intermedi dalla produzione a prezzi base e si ottiene per differenza il valore aggiunto a prezzi base.
Quando viene redatto per l'intera economia, si aggiungono alla somma dei valori aggiunti le imposte nette sui prodotti e si ottiene il Prodotto interno lordo (PIL) a prezzi di mercato; si sottraggono poi gli ammortamenti per pervenire al Prodotto interno netto (PIN):
| Risorse                    |  | Impieghi                                   |
| Produzione a prezzi base   |  | Consumi intermedi                          |
| Imposte nette sui prodotti |  |                                            |
|                            |  | Prodotto interno lordo a prezzi di mercato |
|                            |  | — Ammortamenti                             |
|                            |  | Prodotto interno netto a prezzi di mercato |

Dal Prodotto interno lordo, utilizzato nelle verifiche di conformità ai parametri di Maastricht, si passa al Reddito nazionale lordo, utilizzato per la ripartizione dei contributi che i paesi membri dell'Unione europea versano al bilancio comunitario, aggiungendo i redditi da lavoro e da capitale netti dall'estero. Nel seguito ci si adegua comunque all'esposizione dell'ISTAT, che ricava il Reddito nazionale netto dal Prodotto interno netto (il PIL al netto degli ammortamenti).

### I conti della distribuzione primaria del reddito
Nei conti che seguono (redatti solo a valori correnti per l'intero Paese e per i singoli settori) il PIL viene considerato non più come somma dei valori aggiunti ma, equivalentemente, come somma delle remunerazioni dei fattori della produzione:
- salari e stipendi per il lavoro dipendente;
- interessi, dividendi e rendite per il capitale;
- profitto e reddito da lavoro autonomo per l'impresa.

Si procede "a cascata" dal Conto della produzione, ottenendo via via nuovi saldi che possono essere lordi o netti secondo che si parta dal Prodotto interno lordo o dal Prodotto interno netto. Nell'esposizione che segue si parte dal PIN, come nell'Annuario statistico italiano edito dall'ISTAT.

#### Conto della generazione dei redditi primari
Per "redditi primari" si intendono i redditi erogati come remunerazione diretta del contributo alla produzione, prima delle operazioni di redistribuzione (ad esempio, prima delle imposte sul reddito e sull'attività produttiva).
Nel Conto della generazione dei redditi primari si sottraggono dal PIN:
- i redditi da lavoro dipendente interni (riconosciuti a lavoratori operanti sul territorio economico anche se non residenti);[11]
- le imposte nette sui prodotti (che erano state aggiunte nel Conto della produzione);
- le imposte sulla produzione (gravanti sull'attività produttiva in sé, indipendentemente dalla quantità e dal valore dei beni o servizi prodotti, assumendo come base imponibile la massa salariale, il capitale fisso o eventi quali la richiesta di una licenza), anch'esse al netto dei contributi (anch'essi non commisurati alla quantità od al valore del prodotto; ad esempio, sussidi legati all'impiego di lavoratori disabili o alla riduzione dei fattori di inquinamento, oppure contributi in conto interessi per mutui accesi per finalità gestionali o di investimento, ecc.).[12]

| Risorse                |  | Impieghi                               |
| Prodotto interno netto |  | Redditi da lavoro dipendente (interni) |
|                        |  | Imposte nette sui prodotti             |
|                        |  | Imposte nette sulla produzione         |
|                        |  | Risultato di gestione                  |

Il saldo a pareggio è il Risultato di gestione, che esprime l'economicità dell'attività produttiva (produzione meno consumi intermedi, redditi da lavoro dipendente e imposte indirette nette). Quando il conto è redatto per le Famiglie, il suo saldo viene detto Reddito misto per l'impossibilità di distinguere tra i redditi da lavoro dipendente in senso stretto e quelli che i titolari di imprese individuali o familiari, o i liberi professionisti, riconoscono a se stessi.

#### Conto dell'attribuzione dei redditi primari
Si opera qui un cambiamento di prospettiva, passando dall'"interno" al "nazionale". Ciò in quanto, anche se l'attività produttiva si svolge sul territorio economico, le remunerazioni del capitale e dell'impresa (quindi la ripartizione del risultato di gestione) devono seguire un criterio di titolarità giuridica: se la filiale italiana di una società estera contribuisce al prodotto interno, i redditi da capitale e da impresa vanno comunque riconosciuti ai rispettivi titolari (il proprietario del capitale e l'imprenditore) anche se non residenti; viceversa per filiali estere di società italiane.
Il conto, quindi:
- aggiunge nuovamente al Risultato di gestione:
  - i redditi da lavoro dipendente, ma sottraendo da questi i redditi spettanti a non residenti ed aggiungendo i redditi percepiti all'estero da lavoratori italiani; si ottengono così i redditi da lavoro dipendente nazionali;
  - le imposte nette sui prodotti e sulla produzione;
- aggiunge inoltre i redditi da capitale spettanti a residenti per diritti di proprietà vantati all'estero (interessi, dividendi, fitti di terreni, ecc.), sottraendo quelli spettanti a non residenti per diritti di proprietà vantati in Italia;
- aggiunge infine le imposte indirette verso il Resto del mondo (ad esempio la quota dell'IVA versata all'Unione europea), al netto dei contributi (ad esempio i contributi ricevuti dall'Unione europea per la stabilizzazione dei prezzi agricoli).

Il saldo del conto è il Reddito nazionale netto.
| Risorse                                          |  | Impieghi                  |
| Risultato di gestione                            |  | Reddito nazionale (netto) |
| Redditi da lavoro dipendente (nazionali)         |  |                           |
| Imposte nette sui prodotti                       |  |                           |
| Imposte nette sulla produzione                   |  |                           |
| Redditi da capitale netti dall'estero            |  |                           |
| Imposte indirette nette verso il Resto del mondo |  |                           |

### Conto della distribuzione secondaria del reddito
Si rilevano qui quelle operazioni di redistribuzione del reddito, attuate mediante imposte, contributi e prestazioni sociali, che consentono di determinare la quota disponibile per consumi e investimenti del reddito nazionale.
Nel caso delle Famiglie assumono particolare rilevanza le imposte sul reddito e sul patrimonio ed i contributi sociali (ricompresi nei redditi da lavoro dipendente) da un lato, le prestazioni sociali (pensioni, ecc.) dall'altro.
Peraltro, imposte e contributi vengono versati alle Amministrazioni pubbliche, le quali erogano le prestazioni sociali.
Quando si considera il Paese nel suo complesso, quindi, tali flussi intersettoriali non compaiono e si tiene conto solo dei rapporti con il Resto del mondo:
| Risorse                                                        |  | Impieghi                              |
| Reddito nazionale (netto)                                      |  | Reddito nazionale disponibile (netto) |
| Saldo imposte sul reddito e sul patrimonio col Resto del mondo |  |                                       |
| Saldo contributi sociali col Resto del mondo                   |  |                                       |
| Saldo prestazioni sociali col Resto del mondo                  |  |                                       |
| Saldo altri trasferimenti correnti col Resto del mondo         |  |                                       |

I primi saldi (imposte e contributi ricevuti da datori di lavoro esteri per lavoratori italiani al netto di quelli pagati da datori di lavoro italiani per lavoratori esteri, prestazioni sociali a lavoratori italiani erogate da amministrazioni estere al netto di quelle erogate a lavoratori stranieri) presentano un ammontare contenuto e generalmente positivo.
Più consistente, e negativo, il saldo degli altri trasferimenti, nel quale rientrano gli aiuti internazionali erogati dall'Italia.

### Conto di utilizzazione del reddito
Il conto chiude la successione dei conti relativi al reddito e mostra come il reddito disponibile venga ripartito tra consumi finali e risparmi:
| Risorse                               |  | Impieghi          |
| Reddito nazionale disponibile (netto) |  | Consumi finali    |
|                                       |  | Risparmio (netto) |

Il risparmio consente di passare ai conti dell'accumulazione, di cui il risparmio è fonte primaria.

### I conti dell'accumulazione
Illustrano il processo attraverso il quale le unità istituzionali accumulano (o s'indebitano), e le conseguenti modifiche sul patrimonio.

#### Conto del capitale
Il conto registra le acquisizioni, al netto delle cessioni, di attività non finanziarie e misura la variazione del patrimonio netto dovuta al risparmio ed ai trasferimento in conto capitale:
| Variazioni delle passività                                   |  | Variazioni delle attività                                           |
| Risparmio (netto)                                            |  | Investimenti fissi (netti)                                          |
| Saldo trasferimenti in conto capitale con il Resto del mondo |  | Variazione delle scorte                                             |
|                                                              |  | Acquisizioni meno cessioni di oggetti di valore                     |
|                                                              |  | Acquisizioni meno cessioni di attività non finanziarie non prodotte |
|                                                              |  | Accreditamento (+)/Indebitamento (—)                                |

Il Risparmio ed i trasferimenti in conto capitale (successioni, donazioni e relative imposte, risarcimenti di danni da calamità naturali, ecc.) vengono impiegati per investimenti fissi, variazione delle scorte, acquisto di oggetti di valore (pietre preziose, oggetti d'arte e d'antiquariato, ecc.) e di attività non finanziarie non prodotte (terreni, miniere, contratti trasferibili riguardanti atleti o artisti, ecc.).
Se gli impieghi (gli investimenti) sono inferiori alle fonti (i risparmi), ne risulta un accreditamento che esprime per ciascun settore quanto questo può mettere a disposizione degli altri, per il Paese quanto è disponibile per finanziare il Resto del mondo. Viceversa, ne risulta un indebitamento del singolo settore, oppure del Paese nei confronti del Resto del mondo.

#### Conto finanziario
Il conto finanziario, redatto dalla Banca d'Italia per il Paese, per singoli settori e per il Resto del mondo, descrive le variazioni nelle consistenze delle attività e passività finanziarie attraverso le quali il Paese o i settori istituzionali assumono debiti o concedono crediti.
| Variazioni delle passività                   |  | Variazioni delle attività                    |
| Oro monetario e Diritti Speciali di Prelievo |  | Oro monetario e Diritti Speciali di Prelievo |
| Biglietti, monete e depositi                 |  | Biglietti, monete e depositi                 |
| Titoli a breve/medio/lungo termine           |  | Titoli a breve/medio/lungo termine           |
| Derivati                                     |  | Derivati                                     |
| Prestiti a breve/medio/lungo termine         |  | Prestiti a breve/medio/lungo termine         |
| Azioni e altre partecipazioni                |  | Azioni e altre partecipazioni                |
| Quote di fondi comuni                        |  | Quote di fondi comuni                        |
| Riserve tecniche di assicurazione            |  | Riserve tecniche di assicurazione            |
| Altri conti attivi e passivi                 |  | Altri conti attivi e passivi                 |
| Accreditamento (+)/Indebitamento (—)         |  |                                              |

Il suo saldo è lo stesso del Conto del capitale, con il segno opposto: nel Conto del capitale ci si accredita se le passività (le fonti) superano le attività (gli impieghi); nel Conto finanziario ciò si traduce in un ammontare delle attività finanziarie superiore a quello delle passività della stessa specie. E viceversa.

#### Conto delle altre variazioni delle attività e passività
Il conto dovrebbe registrare variazioni di volume quali la scoperta o l'esaurimento di miniere, la bonifica di terreni, il rinvenimento di reperti archeologici, la registrazione di nuovi brevetti o la scadenza di altri, distruzioni accidentali di scorte, ecc., nonché le variazioni di valore causate da variazioni di prezzo.
Lo stato attuale delle indagini statistiche non consente, tuttavia, una sua compilazione soddisfacente.

### I conti patrimoniali
Dovrebbero esservi un Bilancio d'apertura ed un Bilancio di chiusura, contenenti le consistenze delle attività reali e finanziarie e delle passività finanziarie all'inizio ed alla fine di ciascun anno solare, ed un conto di variazioni nette che consenta di passare dall'uno all'altro. Il saldo del Bilancio di chiusura dovrebbe essere il Patrimonio netto, o Ricchezza nazionale.
Tuttavia, data anche la difficoltà di compilare i precedenti conti dell'accumulazione, i conti patrimoniali come tali non vengono pubblicati. La Banca d'Italia registra le consistenze delle attività e passività finanziarie (pubblicate insieme ai flussi registrati nel Conto finanziario), mentre l'ISTAT effettua stime delle attività reali mediante inventari amministrativi (catasto, Pubblico Registro Automobilistico, ecc.), con indagini campionarie o con il metodo dell'inventario permanente.

### I conti con il Resto del mondo
Si tratta di un articolato sistema di conti che riproduce lo schema dei conti nazionali relativamente alle operazioni tra il Paese ed il Resto del mondo ed ai loro effetti patrimoniali. Vi sono infatti conti relativi all'equilibrio di beni e servizi, ai redditi primari, all'accumulazione, alle consistenze patrimoniali.
Le operazioni vengono sintetizzate nel Conto delle transazioni internazionali, che ha la seguente struttura:
| Entrate                                                                     |  | Uscite                                                       |
| Esportazioni di beni e servizi FOB                                          |  | Importazioni di beni e servizi FOB                           |
| Redditi da lavoro dipendente                                                |  | Redditi da lavoro dipendente                                 |
| Contributi alla produzione ricevuti dall'UE                                 |  | Imposte sulla produzione e sulle importazioni versate all'UE |
| Redditi da capitale                                                         |  | Redditi da capitale                                          |
| Imposte correnti sul reddito, sul patrimonio, ecc.                          |  | Imposte correnti sul reddito, sul patrimonio, ecc.           |
| Contributi e prestazioni sociali                                            |  | Contributi e prestazioni sociali                             |
| Altri trasferimenti correnti                                                |  | Altri trasferimenti correnti                                 |
| Trasferimenti in conto capitale (da ricevere)                               |  | Trasferimenti in conto capitale (da effettuare)              |
| Acquisizioni meno cessioni di attività non finanziarie non prodotte (saldo) |  |                                                              |
| Accreditamento (+)/Indebitamento (—)                                        |  |                                                              |

Le importazioni comprendono anche le spese degli italiani all'estero, le esportazioni quelle degli stranieri in Italia. I redditi da lavoro e da capitale, le imposte e i contributi alla produzione, le imposte sul reddito e sul patrimonio, i contributi e le prestazioni sociali e gli altri trasferimenti correnti (donazioni, ecc.) sono classificate tra le entrate o le uscite secondo criteri analoghi a quelli usati per la compilazione del Conto dell'attribuzione dei redditi primari.
Tra i trasferimenti in conto capitale rientrano contributi gratuiti per l'acquisto di beni strumentali, eventuali risarcimenti per danni di guerra ecc.
Tra le attività non finanziarie non prodotte rientrano i terreni (se acquistati da ambasciate) e i beni immateriali (brevetti, marchi di fabbrica, ecc.).
Il saldo del conto è coerente con il saldo di conto corrente e conto capitale della Bilancia dei pagamenti, redatta dalla Banca d'Italia.

## Le tavole input-output
Le tavole input-output nella contabilità nazionale vennero ideate da Wassily Leontief nel 1941, sono matrici quadrate che rappresentano le interrelazioni reciproche tra i vari settori di un sistema economico, mostrando quali e quanti beni e servizi prodotti (output) da ciascun settore sono utilizzati da altri come input nei loro processi produttivi.